# Bastusjön, Närke
Bastusjön är en sjö i Askersunds kommun i Närke och ingår i Motala ströms huvudavrinningsområde. Sjöns area är 0,013 kvadratkilometer och den är belägen 121 meter över havet.